# サンタ・テレーザ・ガッルーラ
サンタ・テレーザ・ガッルーラ（イタリア語: Santa Teresa Gallura、Santa Teresa di Galluraという表記も多い）は、イタリア共和国サルデーニャ自治州サッサリ県にある、人口約5,400人の基礎自治体（コムーネ）。
サルデーニャ島北海岸、ガッルーラ地方に位置し、ボニファシオ海峡を挟んで対岸約11キロにあるコルシカ島ボニファシオへのフェリーが発着し、観光の拠点となっている。

## 地理

### 位置・広がり

#### 隣接コムーネ
隣接するコムーネは以下の通り。
- アリエントゥ
- パラーウ
- テンピオ・パウザーニア

## 行政

### 分離集落
サンタ・テレーザ・ガッルーラには、以下の分離集落（フラツィオーネ）がある。
- Capizza di Vacca, Capo Testa, Conca Verde, Conca Verde 1, Funtanaccia, Giovan Marco, La Ficaccia, La Filetta, Ruoni, La Malchisana, La Marmorata, Li Pinnenti, Liccia di Fora, Lu Caloni, Lu Cuppuneddu, Lu Pultiddolu I, Marazzino, Nansidei - La Filetta, Porto Pozzo, San Pasquale, Santa Reparata, Terravecchia - Portoquadro, Valle dell'Erica

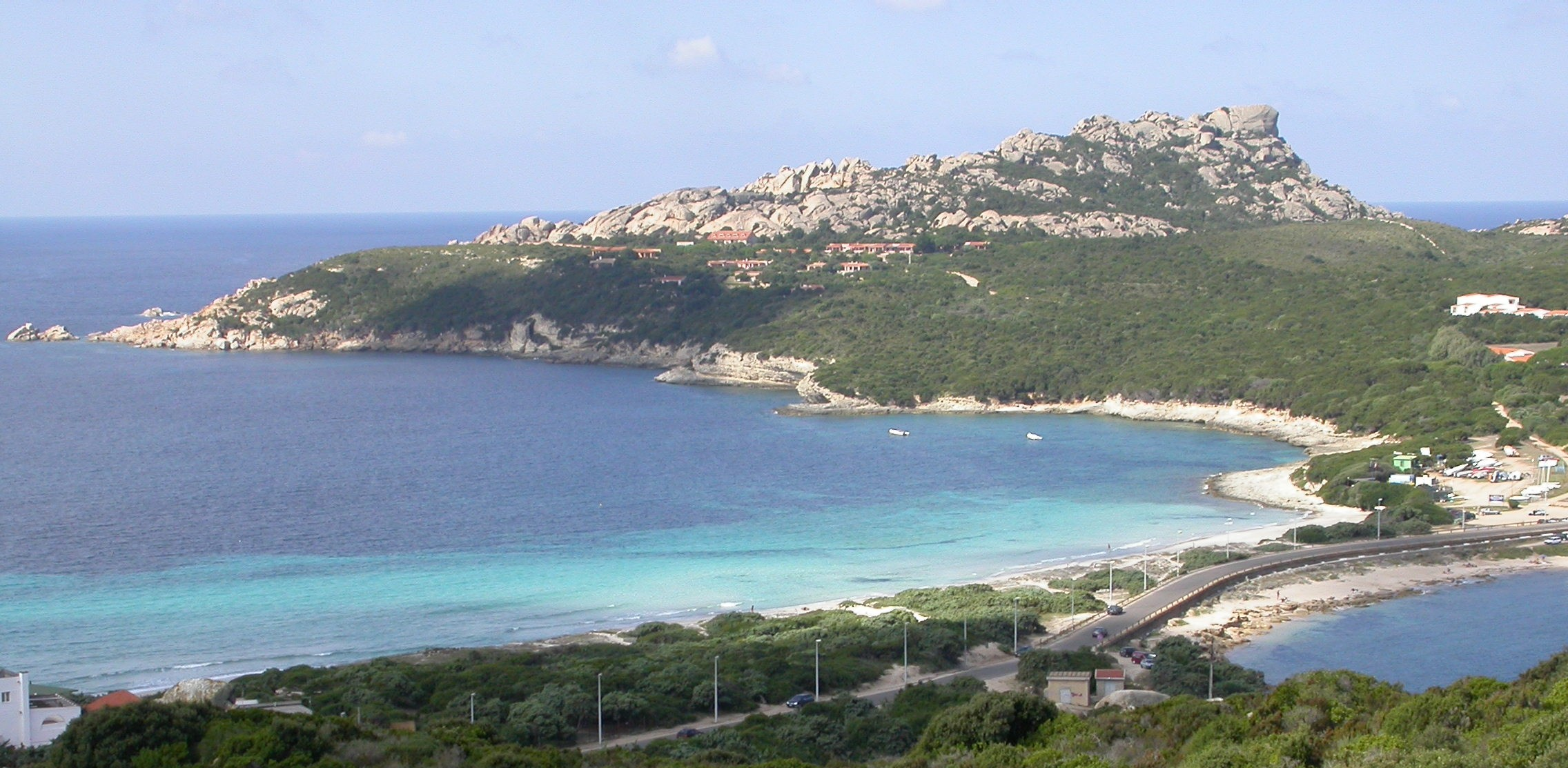
Capo Testa